# Tram van Rabat
De Tram van Rabat, kortweg Tram geheten, is een trambedrijf in en rond de Marokkaanse hoofdstad Rabat. Het werd op 23 mei 2011 operationeel. Concessie en management zijn in handen van Veolia Transdev. Het was het eerste tramsysteem in Marokko.

## Lijnen
Anno 2012 bestaat het tramnetwerk uit twee lijnen:
- Lijn 1: Irfane - Gare de Rabat-Ville - Place du Joulane - Gare de Salé - Hay Karima (Salé)
- Lijn 2: Hôpital Moulay Youssef - Medina Rabat - Place du Joulane - Medina Salé - Gare Routière de Salé

De lijnen 1 en 2 verlengd zullen worden verlengd en daarnaast worden er twee nieuwe lijnen aangelegd:
- Lijn 3: Akkrach - station van Rabat
- Lijn 4: Sala El Jadida - Médina van Rabat

## Materiaal
Er wordt gereden met gekoppelde Alstom Citadissen 302. De lengte daarvan bedraagt ongeveer 60 meter.

## Haltes
De haltes zijn 60 meter lang. Ze zijn toegankelijk voor gehandicapten en kinderwagens. Op elk perron
is speciaal ontworpen metalen luifel. Elke halte is voorzien van een kiosk en een automaat waar vervoersbewijzen verkocht worden.
Het belangrijkste vervoersbewijs is de Irtiyah, de persoonlijke OV-Chipkaart voor het openbaar vervoer in Rabat. Er is ook een duurdere enkele reiskaart verkrijgbaar.

## Galerij

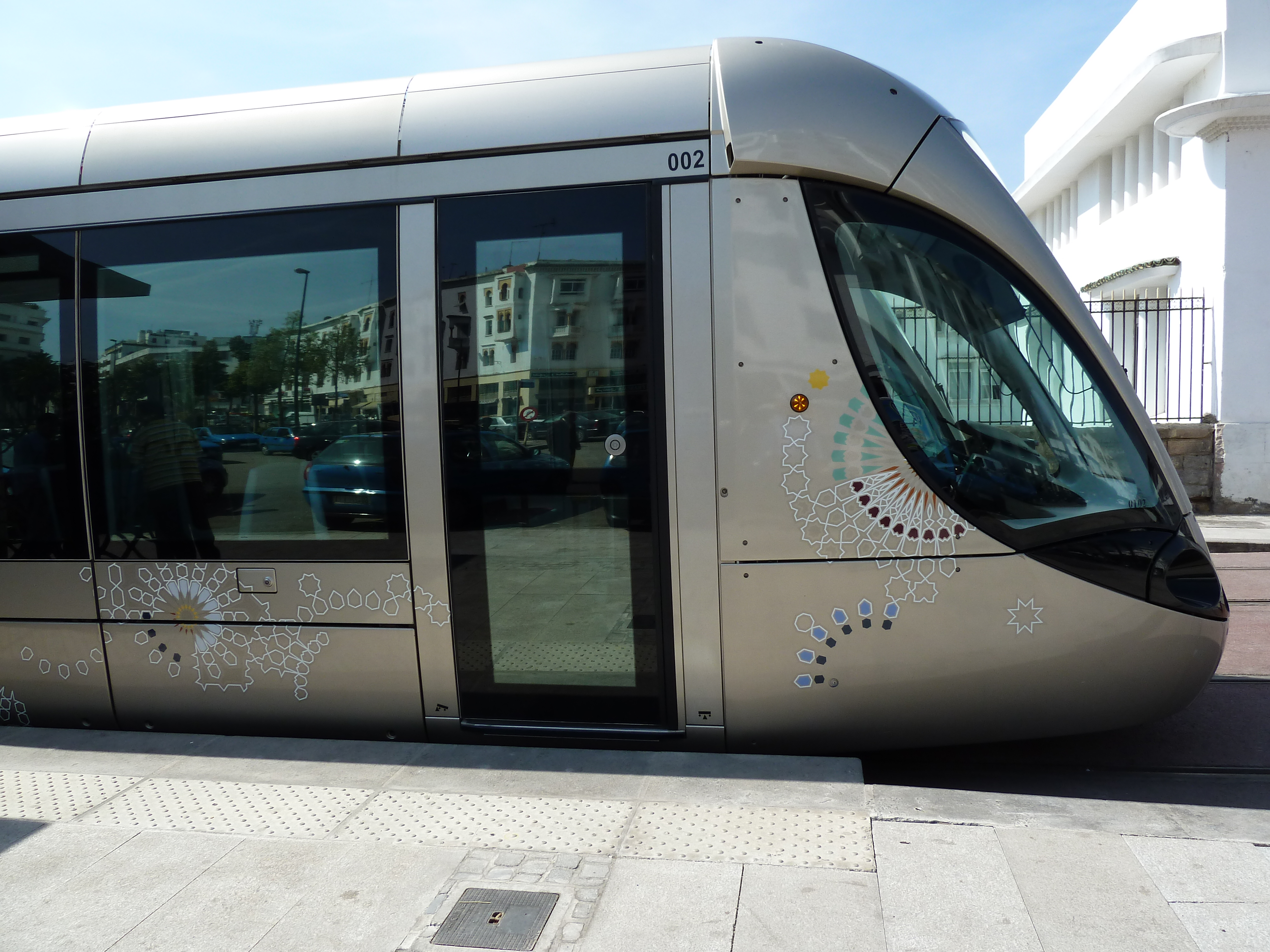
Voertuig 002